# Joaquín Francisco Pacheco
Joaquín Francisco Pacheco y Gutiérrez Calderón (Écija, Sevilla, 23 de febrero de 1808-Madrid, 8 de octubre de 1865) fue un político, jurista y escritor español, que osciló entre el liberalismo doctrinario y la llamada "disidencia puritana" del Partido moderado.

## Biografía
Era hijo de un escribano del Ayuntamiento de sevillana de Écija, donde nació. Estudió en el colegio de la Asunción en Córdoba y en 1823 accedió a la Facultad de Derecho de la Universidad de Sevilla, donde frecuentó los círculos políticos y literarios de la ciudad, junto a su compañero de estudios e íntimo amigo, Juan Donoso Cortés. A partir de 1829, terminados sus estudios universitarios, trabajo en Córdoba como secretario del Marqués de Benamejí. 
En 1832 se traslada a Madrid, allí ejerce como abogado, pero a la vez tiene inclinaciones literarias y periodísticas, fundando en 1834, el periódico La Abeja, que ejerció como órgano de expresión del moderantismo y se convirtió en su breve vida en una de las mejores publicaciones de la prensa madrileña del momento. También colaboró en otros periódicos como El Artista y El Español.

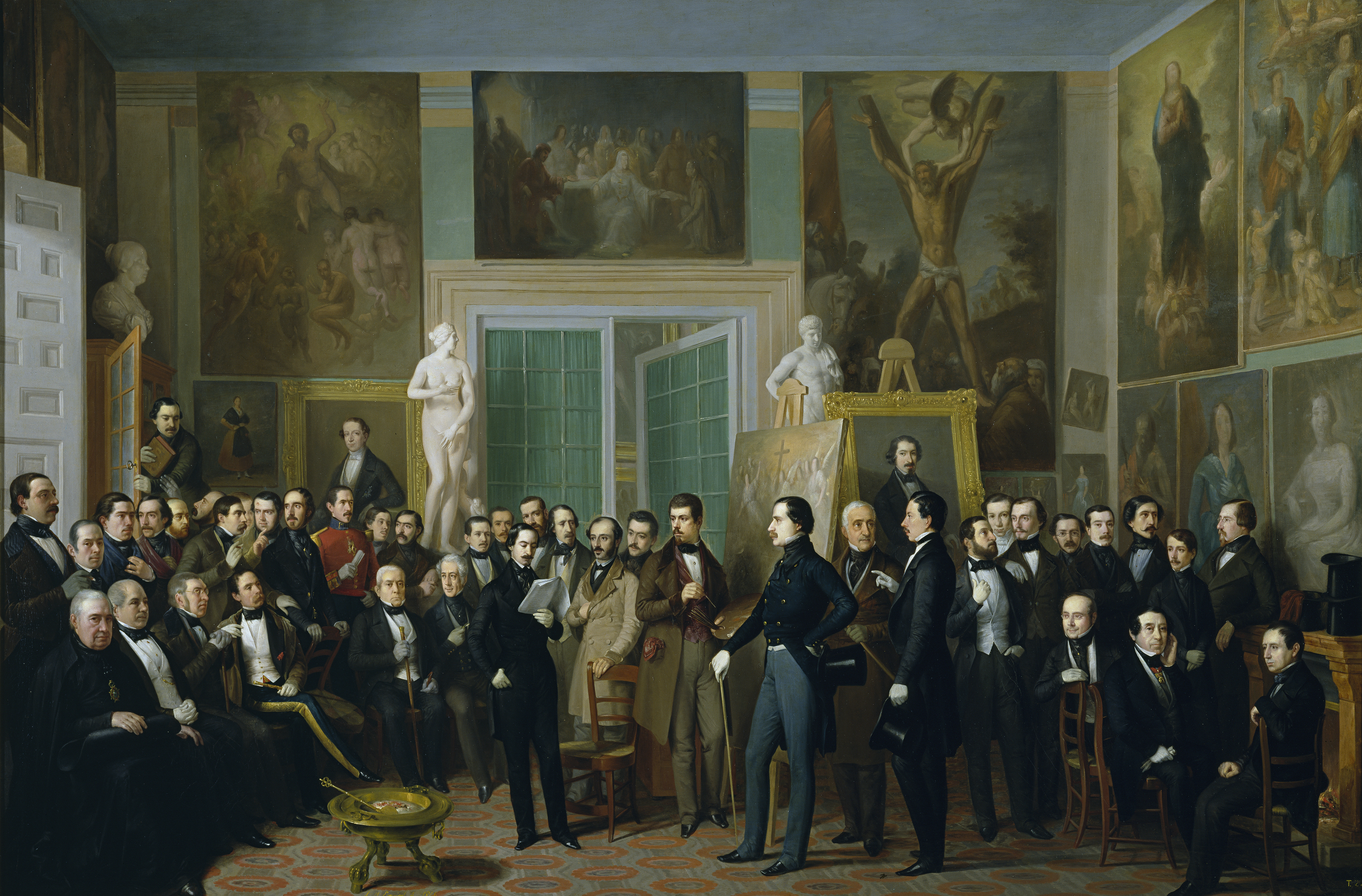
Joaquín Francisco Pacheco retratado en Los Poetas contemporáneos por Antonio María Esquivel, 1846 (Museo del Prado, Madrid)

En el mundo de la teoría del derecho, fundó en 1836, junto a Bravo Murillo, la revista jurídica El Boletín de Jurisprudencia y Legislación y en 1844 ocupó la cátedra de Derecho Político Constitucional del Ateneo de Madrid tras haber desempeñado antes las de Legislación (1836-1838) y Derecho Penal (1839-1840).  
En el campo político, militó desde los inicios de la Regencia de María Cristina de Borbón, en el Partido Moderado. Desde 1837 hasta 1858, ocupó casi ininterrumpidamente un escaño en el Congreso de los Diputados, por la provincia de Córdoba. En 1858 fue elegido senador.
En marzo de 1847, fue nombrado presidente del Consejo de Ministros, cargo que ocupó tan solo durante cinco meses, en una situación política difícil, sin mayoría en las Cortes y sufriendo la animadversión del rey consorte, Francisco de Asís de Borbón y de la camarilla regia. Su gestión se limitó a mantenerse en el poder, sin llegar a poner en práctica ninguna medida eficaz e incurriendo en los mismos defectos de gobiernos anteriores. Su ejercicio como presidente del consejo de ministros le llenó de hastío y desprecio hacia los políticos de ese momento. Con posterioridad volvió al gobierno de España, como ministro de Estado, con Espartero, en 1854, y con Alejandro Mon, en 1864.
Fue también embajador en Roma, fiscal del Tribunal Supremo y miembro de la Real Academia Española, de la Real Academia de la Historia, de la Real Academia de Ciencias Morales y Políticas y de la Real Academia de Bellas Artes.
Coleccionó sus artículos periodísticos bajo el título de Literatura, historia y política (1864), y sus impresiones de viaje en Italia (1857). También publicó poemas como "Meditación" y "A la amnistía". Autor dramático, su nombre va ligado al Alfredo (1835), drama romántico que se desarrolla en la Sevilla medieval, muy elogiado por José de Espronceda y Juan Donoso Cortés, lleno de excesos y violencias, sobre los amores de un joven por su madrastra. Como Don Álvaro, acaba en un suicidio y no faltan los elementos de fatalidad, destino y desvarío emocional. El tema se conecta lejanamente con El castigo sin venganza de Lope de Vega. Escribió también el drama histórico Los infantes de Lara (1836). Es autor de una Historia de la Regencia de María Cristina (1841).

## Obras

### Jurídicas
- Estudios de Legislación y Jurisprudencia, Madrid, Vda. de Jordán e Hijos, 1843.
- Estudios de derecho penal. Lecciones pronunciadas en el Ateneo de Madrid en 1839 y 1840, Madrid, Boix Editor, 1842.
- Lecciones de Derecho Político Constitucional pronunciadas en el Ateneo de Madrid en 1844-1845, Madrid, 1845
- El Código Penal concordado y comentado, Madrid, Vda. de Perinat, 1848, 3 vols.
- Comentarios a las Leyes de desvinculación, Madrid, Imprenta a cargo de Manuel de Rojas, 1849
- Comentario histórico-crítico y jurídico de las Leyes de Toro, Madrid, Imprenta Manuel Tello, 1862.

### Poemas
- Catón (1828).
- A la señora doña... (1831).
- Una noche (1833).
- Meditación (1834).

### Artículos de prensa y ensayos
- Literatura, historia y política Madrid, Antonio San Martín, 1864, 2 vols.
- Juicio crítico del primer volumen del Romancero general.
- Juicio crítico de Baltasar de Alcázar (Biblioteca de Autores Españoles de Manuel Rivadeneyra).

### Libros de viajes
- Italia (1857)

### Teatro
- Alfredo (1835), drama romántico
- Los infantes de Lara (1836), drama histórico.
- Bernardo del Carpio, 1848, drama.

### Historia
- “Historia de las Cortes de 1837”, en Revista de Madrid (1839)
- Historia de la Regencia de María Cristina Madrid, Fernando Suárez, 1841.